# Mark Amodei
Pour les articles homonymes, voir Amodei.
Mark Eugene Amodei, né le 12 juin 1958 à Carson City, est un homme politique américain, élu républicain du Nevada à la Chambre des représentants des États-Unis depuis 2011.

## Biographie
Mark Amodei obtient son juris doctor à la McGeorge School of Law de l'université du Pacifique en 1983. Il sert dans l'armée américaine de 1984 à 1987. Après l'armée, il devient avocat.
Il est élu à l'Assemblée du Nevada en 1997. Il rejoint le Sénat du Nevada en 1999, où il siège jusqu'en 2011. Entre 2003 et 2005, il est le président pro tempore du Sénat.
Après son élection au Sénat des États-Unis, le républicain Dean Heller démissionne de la Chambre des représentants. Mark Amodei est candidat à sa succession dans le 2e district du Nevada. Il est choisi par le comité central du Parti républicain du Nevada pour représenter le Grand Old Party. Il remporte l'élection partielle de 2011 avec 57,9 % des voix, devançant largement la démocrate Kate Marshall (36,1 %). Amodei est réélu en 2012 avec un score comparable (57,6 %) face à Samuel Koepnick. Lors des élections de 2014, il accroît son score avec 65,7 % des suffrages contre 27,9 % pour la démocrate Kristen Spees.
Candidat à sa réélection en 2016, il est pressenti pour se présenter au poste de gouverneur du Nevada en 2018, sauf si Heller se présente, cas dans lequel il serait candidat au poste de lieutenant-gouverneur. Il est réélu représentant en novembre 2016, avec 58 % des voix, puis en 2018, ayant choisi de rester au Congrès.